# Nectria saoria
Nectria saoria is een zeester uit de familie Goniasteridae.
De wetenschappelijke naam van de soort werd in 1967 gepubliceerd door Shepherd.